# 피카츄와 포켓몬 음악대
《피카츄와 포켓몬 음악대》(일본어: ピカチュウと ポケモン おんがくだい)는 2015년 7월 18일에 포켓몬 더 무비 XY: 광륜의 초마신 후파와 동시 상영된 극장판 애니메이션 작품이다.

## 등장 포켓몬
- 피카츄
- 나옹
- 데덴네
- 마자용